# Hiperkalciuria
Hiperkalciuria – stan chorobowy, polegający na zwiększonym wydalaniu wapnia z moczem (powyżej 300 mg/dobę u mężczyzn i powyżej 250 mg u kobiet).
Przewlekła hiperkalciuria może prowadzić do kamicy moczowej (występuje w 30-60% przypadków), nefrokalcynozy i zaburzenia wydalniczej funkcji nerek.

## Etiopatogeneza
Wydalanie wapnia z moczem zależy od rodzaju stosowanej diety - nadmiar sodu jest istotnym czynnikiem zwiększającym kalciurię .
Czynniki mające wpływ na kalciurię: 
- wpływ leków
- nadczynność przytarczyc
- długotrwałe unieruchomienie
- przerzuty nowotworowe do kości
- hiperkalciuria idiopatyczna - jest rozpoznawana gdy,  stwierdza się  hiperkalciurię u osoby stosującej dietę o standardowej ilości produktów mlecznych, z prawidłową funkcją nerek, bez zaburzeń stężenia wapnia, fosforu i magnezu w surowicy, bez rozpoznania kwasicy kanalikowej i schorzeń endokrynologicznych
- czynniki dietetyczne
  - nadmierne spożycie sodu
  - zwiększone spożycie białka zwierzęcego
  - nadmierne spożycie alkoholu
  - zwiększone spożycie cukrów prostych

## Rodzaje
- hiperkalciuria absorpcyjna
- hiperkalciuria nerkowa
- hiperkalciuria resorpcyjna

## Diagnostyka
- dobowa zbiórka moczu na zawartość wapnia
- wskaźnik wapniowo-kreatyninowy (UCa/Cr)

## Leczenie
Leczenie hiperkalciurii jest leczeniem przyczynowym. W leczeniu objawowym hiperkalciurii nerkowej stosuje się najczęściej hydrochlorotiazyd z suplementacją potasu.